# Supercoppa brasiliana 2022 (pallavolo maschile)
La Supercoppa brasiliana 2022 si è svolta il 25 settembre 2022: al torneo hanno partecipato due squadre di club brasiliane e la vittoria finale è andata per la quinta volta, la seconda consecutiva, al Sada.

## Regolamento
Le squadre hanno disputato una gara unica.

## Squadre partecipanti
| Squadra | Qualificazione                       |
| ------- | ------------------------------------ |
| Minas   | Vincitrice Coppa del Brasile 2022    |
| Sada    | Vincitrice Superliga Série A 2021-22 |

## Torneo
| 25 settembre 2022 Ginásio Geraldão, Recife Durata: ? - Spettatori: ? | Sada | 3 - 0 | Minas | 25-19, 25-14, 25-18 |